# Waryong-myeon
Waryong-myeon (koreanska: 와룡면) är en socken i kommunen Andong i provinsen Norra Gyeongsang i den centrala delen av Sydkorea, 190 km sydost om huvudstaden Seoul.